# Ferrovia Faenza-Lavezzola
La ferrovia Faenza-Lavezzola è una linea ferroviaria gestita da RFI che utilizza tratte ferroviarie costruite in tempi diversi:
- la tratta da Faenza a Granarolo Faentino della linea Faenza-Ravenna, attivata nel 1921;
- la diramazione da Granarolo Faentino a Lugo  della linea Faenza-Ravenna, attivata nel 1921;
- la linea Lavezzola-Lugo attivata nel 1888-89.

Dal 16 maggio 2023 la linea è interrotta a causa dell’alluvione che ha colpito l’Emilia Romagna che ha seriamente danneggiato l’infrastruttura nei pressi di Sant’Agata sul Santerno.